# Serie A1 2005-2006 (hockey su pista)
La Serie A1 2005-2006 è stata l'83ª edizione (la 57ª a girone unico) del massimo campionato italiano di hockey su pista maschile. Al campionato presero parte 14 squadre. Al campionato non presero parte le aventi diritto Rotellistica 93 Novara (autoretrocessa in serie B) e Hockey Seregno (autoretrocessa in serie A2), sostituite da Amatori Vercelli e Trissino. A poche ore dall'inizio del campionato rinunciò anche la Salernitana e al suo posto partecipò l'Hockey Breganze. Al termine dei playoff lo scudetto fu conquistato per la seconda volta consecutiva dal Follonica che sconfisse in finale l'Hockey Bassano.

## Formula
Per la stagione 2005-2006 il campionato si svolse tra 14 squadre che si affrontarono in un girone unico, con partite di andata e ritorno. Al termine della stagione regolare le squadre classificate dal 1º posto all'8º posto disputarono i playoff. Le squadre classificate dall'11º al 12º disputarono i playout salvezza sfidando formazioni di A2 mentre le squadre classificate dal 13º e 14º posto retrocedettero direttamente in serie A2.

## Squadre partecipanti
| - Follonica (Consorzio Etruria) - Bassano 54(Infoplus) - Amatori Reggio Emilia (Vnek) – Neopromossa (N) - Modena – Neopromossa (N) - Amatori Vercelli – Neopromossa (N) - Amatori Lodi - Hockey Breganze | - Novara - Prato Primavera (Ecoambiente) - Trissino (Gemata) – Neopromossa (N) - Roller Novara - Roller Salerno - CGC Viareggio - Marzotto Valdagno (Eco El.) |

## Stagione regolare

### Classifica finale
|  | P  | Squadra               | Pt | G  | V  | N | P  | GF  | GS  | DR  | Verdetto    |
|  | -- | --------------------- | -- | -- | -- | - | -- | --- | --- | --- | ----------- |
|  | 1  | Follonica             | 68 | 26 | 22 | 2 | 2  | 190 | 89  | 101 | ai play-off |
|  | 2  | Bassano 54            | 67 | 26 | 22 | 1 | 3  | 118 | 53  | 65  | ai play-off |
|  | 3  | Prato Primavera       | 63 | 26 | 20 | 3 | 3  | 101 | 57  | 44  | ai play-off |
|  | 4  | CGC Viareggio         | 48 | 26 | 16 | 0 | 10 | 102 | 91  | 11  | ai play-off |
|  | 5  | Novara                | 43 | 26 | 13 | 4 | 9  | 106 | 96  | 10  | ai play-off |
|  | 6  | Roller Novara         | 36 | 26 | 10 | 6 | 10 | 119 | 95  | 24  | ai play-off |
|  | 7  | Roller Salerno        | 35 | 26 | 10 | 5 | 11 | 62  | 79  | -17 | ai play-off |
|  | 8  | Amatori Vercelli      | 34 | 26 | 10 | 4 | 12 | 88  | 94  | -6  | ai play-off |
|  | 9  | Marzotto Valdagno     | 30 | 26 | 9  | 3 | 14 | 66  | 86  | -20 |             |
|  | 10 | Breganze              | 29 | 26 | 8  | 5 | 13 | 79  | 104 | -25 |             |
|  | 11 | Trissino              | 23 | 26 | 7  | 2 | 17 | 76  | 110 | -34 | ai Play-out |
|  | 12 | Modena                | 20 | 26 | 6  | 2 | 18 | 58  | 111 | -53 | ai Play-out |
|  | 13 | Amatori Reggio Emilia | 14 | 26 | 4  | 2 | 20 | 67  | 100 | -63 | in Serie A2 |
|  | 14 | Amatori Lodi          | 13 | 26 | 2  | 7 | 17 | 55  | 92  | -37 | in Serie A2 |

Legenda:

      Partecipanti ai Play out
      Retrocesse direttamente in serie A2

## Play-off scudetto
Le prime 8 classificate nella stagione regolare disputarono i play-off scudetto.

### Squadre partecipanti
| - Follonica - Bassano 54 - Amatori Vercelli (Turno preliminare) - Novara - Prato Primavera - Roller Salerno (Turno preliminare) - CGC Viareggio - Roller Novara | - Roller Bassano (Turno preliminare - Serie A2) - GSH Molfetta (Turno preliminare - Serie A2) |

### Turno Preliminare
Roller Bassano -  Amatori Vercelli 7 - 5

 Amatori Vercelli-  Roller Bassano 5 - 1
 GSH Molfetta -  Roller Salerno 2 - 3

 Roller Salerno -  GSH Molfetta 3 - 1

### Tabellone
|  | Quarti di finale | Quarti di finale | Quarti di finale | Quarti di finale | Quarti di finale |               |                 | Semifinali | Semifinali | Semifinali | Semifinali | Semifinali |  |  | Finale | Finale    | Finale | Finale | Finale | Finale | Finale |
|  |                  |                  |                  |                  |                  |               |                 |            |            |            |            |            |  |  |        |           |        |        |        |        |        |
|  | 1                | Follonica        | 14               | 13               |                  |               |                 |            |            |            |            |            |  |  |        |           |        |        |        |        |        |
|  | 8                | Amatori Vercelli | 2                | 3                |                  |               |                 |            |            |            |            |            |  |  |        |           |        |        |        |        |        |
|  | 8                | Amatori Vercelli | 2                | 3                |                  | 1             | Follonica       | 8          | 4          |            |            |            |  |  |        |           |        |        |        |        |        |
|  |                  |                  |                  |                  |                  | 1             | Follonica       | 8          | 4          |            |            |            |  |  |        |           |        |        |        |        |        |
|  |                  | 5                | CGC Viareggio    | 6                | 3                |               |                 |            |            |            |            |            |  |  |        |           |        |        |        |        |        |
|  | 4                | 5                | CGC Viareggio    | 6                | 3                | CGC Viareggio | 3               | 3          | 6          |            |            |            |  |  |        |           |        |        |        |        |        |
|  | 4                |                  |                  |                  |                  | CGC Viareggio | 3               | 3          | 6          |            |            |            |  |  |        |           |        |        |        |        |        |
|  | 5                | Novara           | 4                | 2                | 5                |               |                 |            |            |            |            |            |  |  |        |           |        |        |        |        |        |
|  |                  |                  |                  |                  |                  |               |                 |            |            |            |            |            |  |  | 1      | Follonica | 4      | 4      | 6      |        |        |
|  |                  |                  | 2                | Bassano 54       | 3                | 5             | 2               |            |            |            |            |            |  |  |        |           |        |        |        |        |        |
|  | 3                | Prato Primavera  | 4                | 9                |                  |               |                 |            |            |            |            |            |  |  |        |           |        |        |        |        |        |
|  | 6                | Roller Novara    | 1                | 2                |                  |               |                 |            |            |            |            |            |  |  |        |           |        |        |        |        |        |
|  | 6                | Roller Novara    | 1                | 2                |                  | 3             | Prato Primavera | 2          | 2          |            |            |            |  |  |        |           |        |        |        |        |        |
|  |                  |                  |                  |                  |                  | 3             | Prato Primavera | 2          | 2          |            |            |            |  |  |        |           |        |        |        |        |        |
|  |                  | 2                | Bassano 54       | 4                | 3                |               |                 |            |            |            |            |            |  |  |        |           |        |        |        |        |        |
|  | 2                | 2                | Bassano 54       | 4                | 3                | Bassano 54    | 5               | 3          |            |            |            |            |  |  |        |           |        |        |        |        |        |
|  | 2                |                  |                  |                  |                  | Bassano 54    | 5               | 3          |            |            |            |            |  |  |        |           |        |        |        |        |        |
|  | 7                | Roller Salerno   | 3                | 0                |                  |               |                 |            |            |            |            |            |  |  |        |           |        |        |        |        |        |

## Verdetti
- Follonica - Campione d'Italia 2005-2006.
- Amatori Reggio Emilia,  Amatori Lodi - retrocesse in Serie A2.

### Libri
- Paolo Virdi, 50 minuti di gloria. Gli anni moderni dell'hockey pista. Volume 2, Lodi, Lodinotizie, 2013, ISBN 978-88-908803-1-5.